# التلفزيون في ليبيا
التلفزيون في ليبيا، ظهر لأول مرة التلفزيون الليبي في 24 ديسمبر 1968. وافتتحت محطتين في طرابلس وبنغازي.
قبل اندلاع ثورة 17 فبراير عام 2011، كانت هناك ثماني قنوات فضائية مجانية مقرها في ليبيا، سبعة منها كانت مملوكة الهيئة العامة لإذاعات الجماهيرية العظمى.
أُطلقت بعض القنوات الفضائية الجديدة عام 2011 من بينها، قناة العاصمة وقناة ليبيا الأحرار وتلفزيون ليبيا الحرة، وجميعها تبث الأخبار والبرامج الحوارية والشؤون الجارية،
ويمتلك أنصار النظام السابق قناة الجماهيرية الجديدة (المعروفة سابقا باسم "القناة الخضراء")،
ومن ثم أُطلقت قناة 218 ومقرها في عمان والتي تستهدف وتهتم بالشباب في ليبيا.
معدل انتشار التلفزيون في ليبيا كان بنسبة 76% لعام 2011.

## أنظر أيضا
- إعلام ليبيا